# Minetest
Minetest, initieel Minetest-c55, is een openwereldspel, de spelers kunnen er dus hun eigen wereld mee creëren. De wereld is een driedimensionaal rooster en de speler kan er zelf vorm aan geven door blokken (die nodes worden genoemd) te plaatsen of juist weg te halen.
Minetest is geschreven in Lua en wordt sinds 2010 uitgebracht onder de LGPL 2.1 licentie. Het spel werd in 2010 ontwikkeld onder de leiding van Perttu Ahola (ook gekend als "celeron55", vandaar c55) en door de gemeenschap verder uitgewerkt en verbeterd.
Voordat men een nieuwe wereld aanmaakt heeft men de mogelijkheid om uitbreidingen te installeren. Omdat Minetest open source is, kan iedereen deze uitbreidingen zelf maken. Er zijn vele uitbreidingen beschikbaar en deze worden mods genoemd.

## Regels
Bij het aanmaken van een nieuwe wereld, wordt deze gevuld door de "mapgenerator" – al dan niet met aangepaste parameters. De speler zal alle spullen die hij wil toevoegen aan de wereld zelf moeten vinden in de omgeving of zelf moeten maken op basis van grondstoffen die hij vindt in de omgeving. Bij het openen kan men ervoor kiezen de creatieve optie aan te zetten. Dit zorgt ervoor dat men naar hartenlust creatief kan zijn en niet hoeft na te denken over de beperkingen die men in het normale spel wel heeft. Dit komt neer op bijvoorbeeld het moeten zoeken naar grondstoffen, het maken van spullen, het sterven door een val, lava of zuurstofgebrek.